# Бутырский, Никита Иванович
Никита Иванович Бутырский (1783—1848) — один из первых профессоров Санкт-Петербургского университета, критик, поэт.

## Биография
Происходил из духовного звания; родился 4 (15) сентября 1783 года (в Петербургском некрополе указан 1784-й год).
Учился в коломенской и тульской духовных семинариях, а затем в Главном педагогическом институте (1803―1807). С 1807 года состоял учителем в гимназии при институте. В 1808 году был послан для приготовления к профессуре за границу для изучения словесности. По возвращении в 1812 году произведён по экзамену в адъюнкт-профессоры «эстетики и российской словесности» института. В 1819 году, при преобразовании института в университет, был назначен экстраординарным профессором. В 1814―1825 гг. «обучал российской словесности» в Пажеском корпусе; с 1817 года преподавал в Санкт-Петербургской губернской гимназии. 
После разгрома 1821 года, когда из университета выбыли лучшие профессора, Н. И. Бутырскому было поручено преподавание политической экономии и финансов, которые он читал по Адаму Смиту и Ж. Б. Сею. Не будучи специалистом по этим наукам, он объяснял толково и занимательно. В 1826 году утверждён ординарным профессором политэкономии Петербургского университета. В 1825 и 1829 гг. выступал с публичными лекциями по словесности, российской в особенности. Декан философско-юридического факультета университета (с января 1831). С 28 февраля 1830 года по 14 апреля 1833 года Бутырский был цензором Петербургского цензурного комитета от университета.
В декабре 1835 года оставил университет, но продолжал преподавать российскую словесность в Институте корпуса путей сообщения и в Императорской военной академии.
Н. И. Бутырский перевёл на русский язык «Курс философии» Лудв. Якоба (СПб., 1812; напечатан главным управлением училищ для употребления в гимназиях); «Историю Тридцатилетней войны» Шиллера (4 ч., СПб., 1815), «Речь о действии просвещения» Дегура (СПб., 1826); кроме того, издал сборник своих стихотворений под заглавием «И моя доля в сонетах» (2 ч., СПб., 1837).
В поэтической и критической деятельности Бутырский оставался приверженцем чистого классицизма; даже в 1842 году, когда классицизм ушёл в далекое прошлое, он сочинял оды. Среди студентов и пансионеров он слыл «уморительным педантом», подвергавшим неумолимой критике К. Н. Батюшкова, В. А. Жуковского, В. К. Кюхельбекера, А. С. Пушкина и даже Ф. Шиллера.
Скончался от холеры 26 июня (8 июля) 1848 года в чине действительного статского советника. Похоронен на Митрофаниевском кладбище Санкт-Петербурга; там же была похоронена и его жена Александра Ивановна (19.04.1788—29.06.1867).